# Alexander Dargatz
Alexander Dargatz (* Mai 1977 in Frankfurt) ist ein deutscher Bodybuilder.

## Leben
Dargatz begann im Alter von 18 Jahren mit dem systematischen Bodybuilding-Training. 1997 erreichte er einen 2. Platz bei dem Fitnesswettbewerb „Großer Preis von Hessen und Rheinlandpfalz“. 1998 gewann er vier Mal bei Juniorenmeisterschaften und belegte einen 3. Platz bei der Deutschen Meisterschaft in der Juniorenklasse 2. Nach Pausen durch Studium und eine Knieverletzung konnte er im Oktober 2005 bei der Deutschen Meisterschaft im Natural-Bodybuilding den zweiten Platz im Mittelgewicht belegen. Im Dezember des gleichen Jahres errang er in der WFF-Bodybuilding Weltmeisterschaft 2005 den Gesamtsieg in der Fitnessklasse und gilt somit als Bodybuilding-Weltmeister.
Dargatz ernährt sich seit dem Jahr 2000 ausschließlich vegan. Er ist ein bekannter Vertreter des Veganismus. Die Tierrechtsorganisation PETA (People for the Ethical Treatment of Animals) hat ihn 2008 für den Sexiest Vegetarian German nominiert.
Dargatz studierte Humanmedizin und arbeitet als Weiterbildungsassistent in der Kinder- und Jugend-Psychiatrie und Psychotherapie (Stand 2011).